# Orville L. Chapman
Orville Lamar Chapman (* 26. Juni 1932 in New London, Connecticut; † 22. Januar 2004 in Los Angeles) war ein US-amerikanischer Chemiker (Organische Chemie).
Chapman war der Sohn eines Marineoffiziers und wuchs in verschiedenen Städten in den USA und Panama auf. Er besuchte die High School in San Diego und studierte am Virginia Polytechnic Institute mit dem Bachelor-Abschluss in Chemie und Englisch. 1957 wurde er an der Cornell University bei Jerrold Meinwald in Chemie promoviert (Organische Synthese). Ab 1957 war er zunächst Instructor und ab 1964 Professor an der Iowa State University. 1962 wurde er Sloan Research Fellow. Ab 1974 war er an der University of California, Los Angeles.
Er war ein Pionier in organischer Photochemie und befasste sich mit Matrix-Isolations-Spektroskopie mit Anwendung auf die Charakterisierung kurzlebiger Zwischenreaktionsprodukte wie Didehydrobenzol (Benzyn) und Cyclobutadien.
In den 1980er Jahren befasste er sich mit Erneuerung des Chemie-Kurrikulums, zuerst bei der Produktion von Video-Unterrichtsmaterial zur Einführung in die Organische Chemie mit NMR. 1989 wurde er Associate Dean für Innovation in der Lehre an der UCLA.
1978 erhielt er den Arthur C. Cope Award, 1968 den ACS Award in Pure Chemistry und 1974 den Texas Instruments Founders Prize. 1974 wurde er Fellow der National Academy of Sciences.

## Schriften
- mit Charles DePuy Molecular reactions and photochemistry, Prentice Hall 1972
- Herausgeber von Organic Photochemistry (Marcel Dekker, ab 1967)